# المعهد العالي للدراسات التكنولوجية بالقصرين
المعهد العالي للدراسات التكنولوجية بالقصرين هو مؤسسة جامعية حكومية تونسية تابعة لجامعة القيروان، تم تأسيسه سنة 2004 ويقع في مدينة القصرين.